# 8421 Montanari
8421 Montanari este un asteroid din centura principală de asteroizi.

## Descriere
8421 Montanari este un asteroid din centura principală de asteroizi. A fost descoperit pe 2 decembrie 1996 la Observatorul San Vittore din Bologna. Asteroidul prezintă o orbită caracterizată de o semiaxă mare de 2,87 ua, o excentricitate de 0,03 și o înclinație de 2,3° în raport cu ecliptica.